# Miguel White
Miguel Solano White (ur. 9 października 1909 w Legazpi, zm. 30 sierpnia 1942) – filipiński lekkoatleta (płotkarz), medalista olimpijski z 1936.
Był synem Amerykanina i Filipinki.
Zwyciężył w biegu na 400 metrów przez płotki na igrzyskach Dalekiego Wschodu w 1934 w Manili.
Na igrzyskach olimpijskich w 1936 w Berlinie zdobył brązowy medal w biegu na 400 metrów przez płotki (za Amerykaninem Glennem Hardinem i Kanadyjczykiem Johnem Loaringiem). Startował również w biegu na 110 metrów przez płotki, ale przewrócił się w biegu eliminacyjnym.
White walczył w kampanii filipińskiej jako porucznik 52. pułku piechoty armii filipińskiej. Został uznany za zaginionego w akcji.